# 張道明
張道明（1536年—1590年），字行甫，號太宇，又号孤石主人，金吾後衛軍籍，浙江餘姚縣人，明朝政治人物。

## 生平
嘉靖四十三年（1564年）甲子科順天府鄉試第五十八名舉人。隆慶二年（1568年）中式戊辰科會試第一百四十五名，三甲第二百二十名進士。考选翰林院庶吉士，不数月，丁父忧归。六年二月服阕，授工科给事中，奉命巡视库藏，萬曆元年四月弹劾陆炳子陆绎欺君蔑法，事连张居正姻亲石首尚書王之誥，萬曆元年（1573年）被外任为卫辉府知府，以京察谪屯留县丞，视篆蒲州，量移肥乡知县，轉赣州府通判。萬曆十一年冬，晋刑部主事。在郎署三載，出为庐州府知府，十八年卒于官，年五十五。

## 家族
曾祖張琦；祖父張竽；父張棠，冠帶醫士。嫡母鄭氏；生母徐氏。严侍下。弟道隆、道恒。子张奎光。